# Pensée des Alpes
Viola calcarata
Espèce
Classification phylogénétique
La Pensée des Alpes, ou Pensée éperonnée (Viola calcarata), est une espèce de plantes à fleurs du genre Viola et de la famille des Violacées. C'est une plante herbacée endémique des Alpes occidentales.

## Description

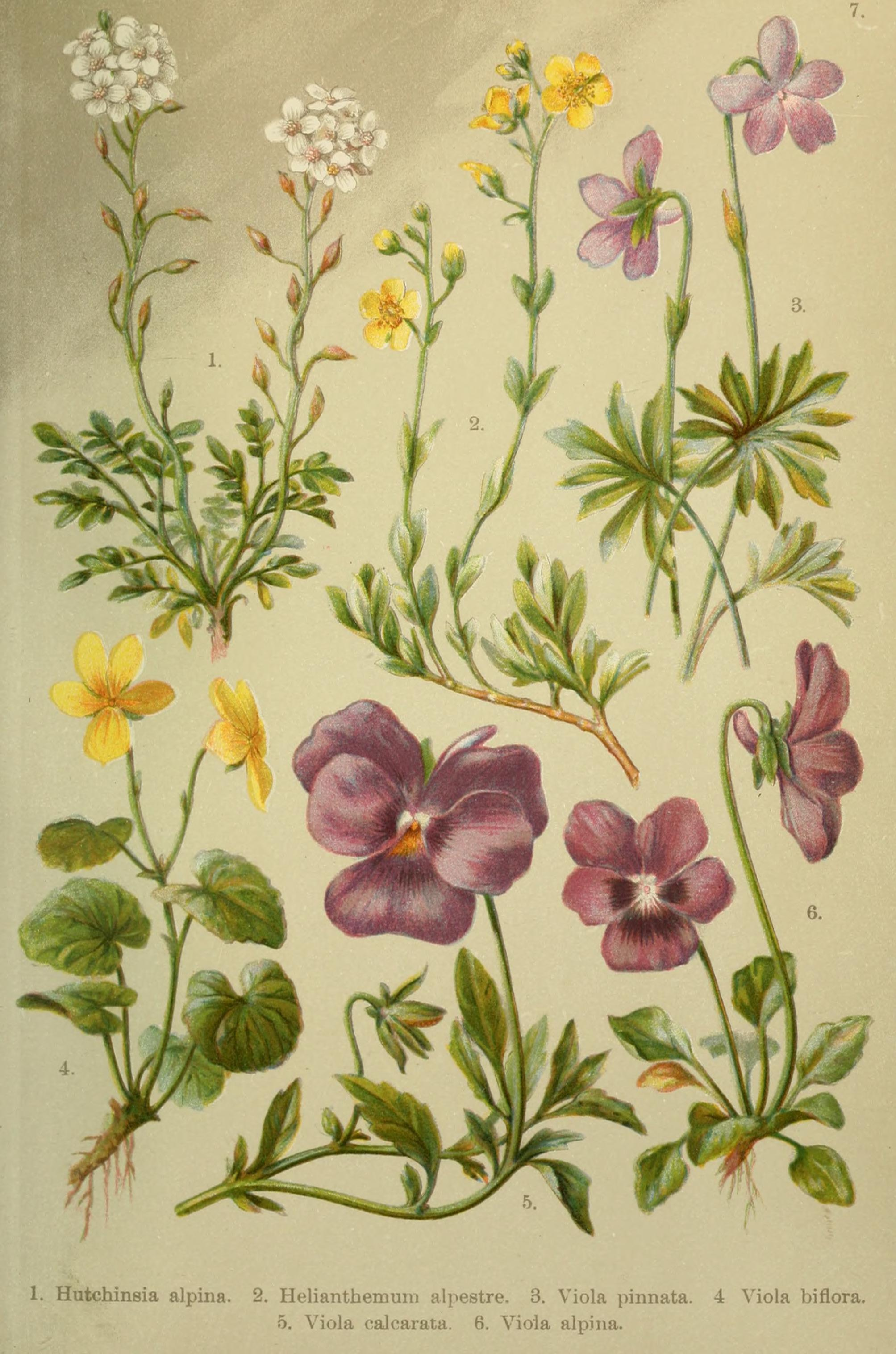
Viola calcarata (5), illustration (1902).

## Caractéristiques
Couleurs variables, forme bleue, forme blanche, forme blanche et jaune.

## Habitat
Pâturages d'altitude. Dans le parc national du Mercantour, à plus de 1 500 mètres.

## Galerie

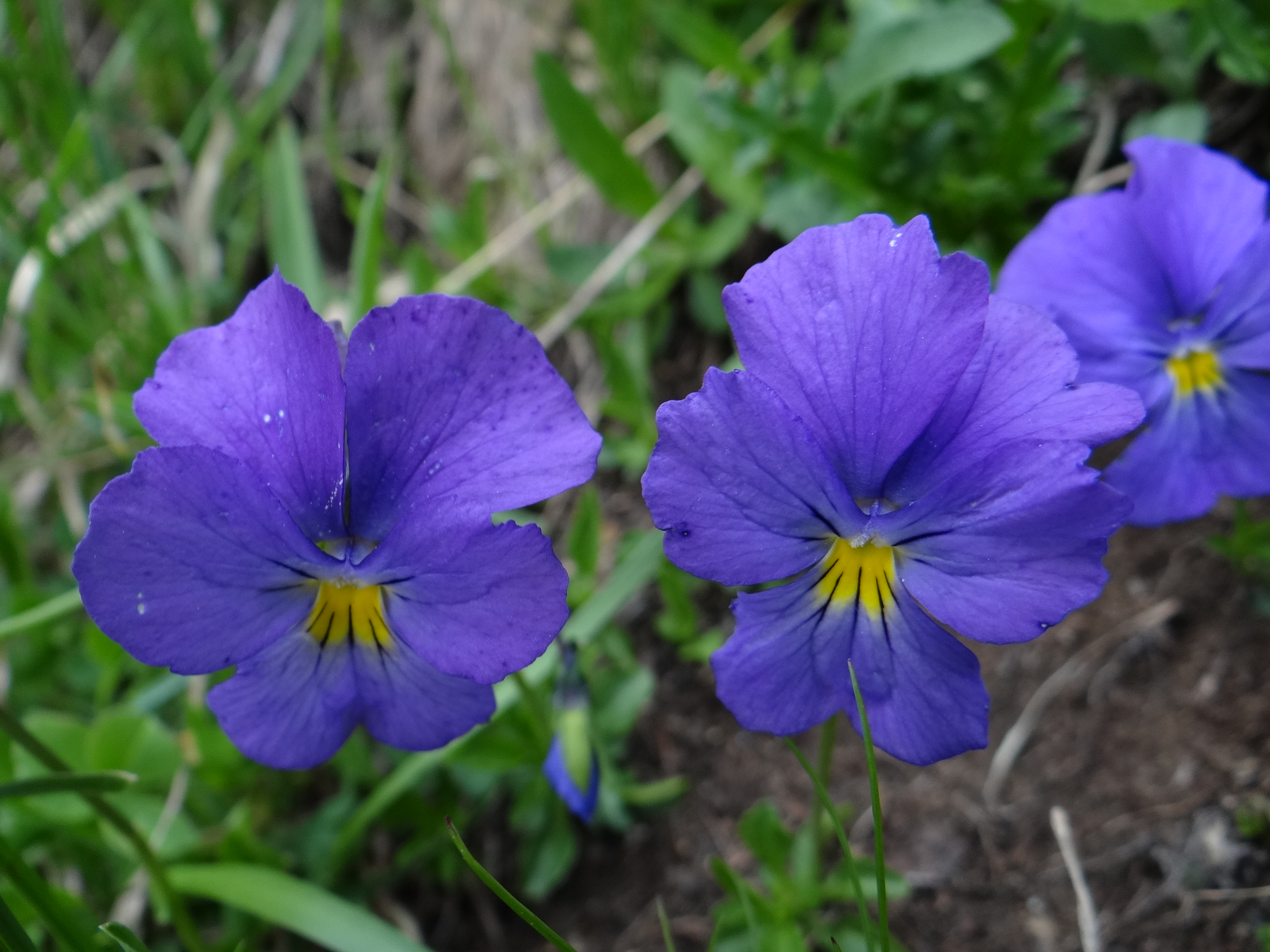
Pensées des Alpes.
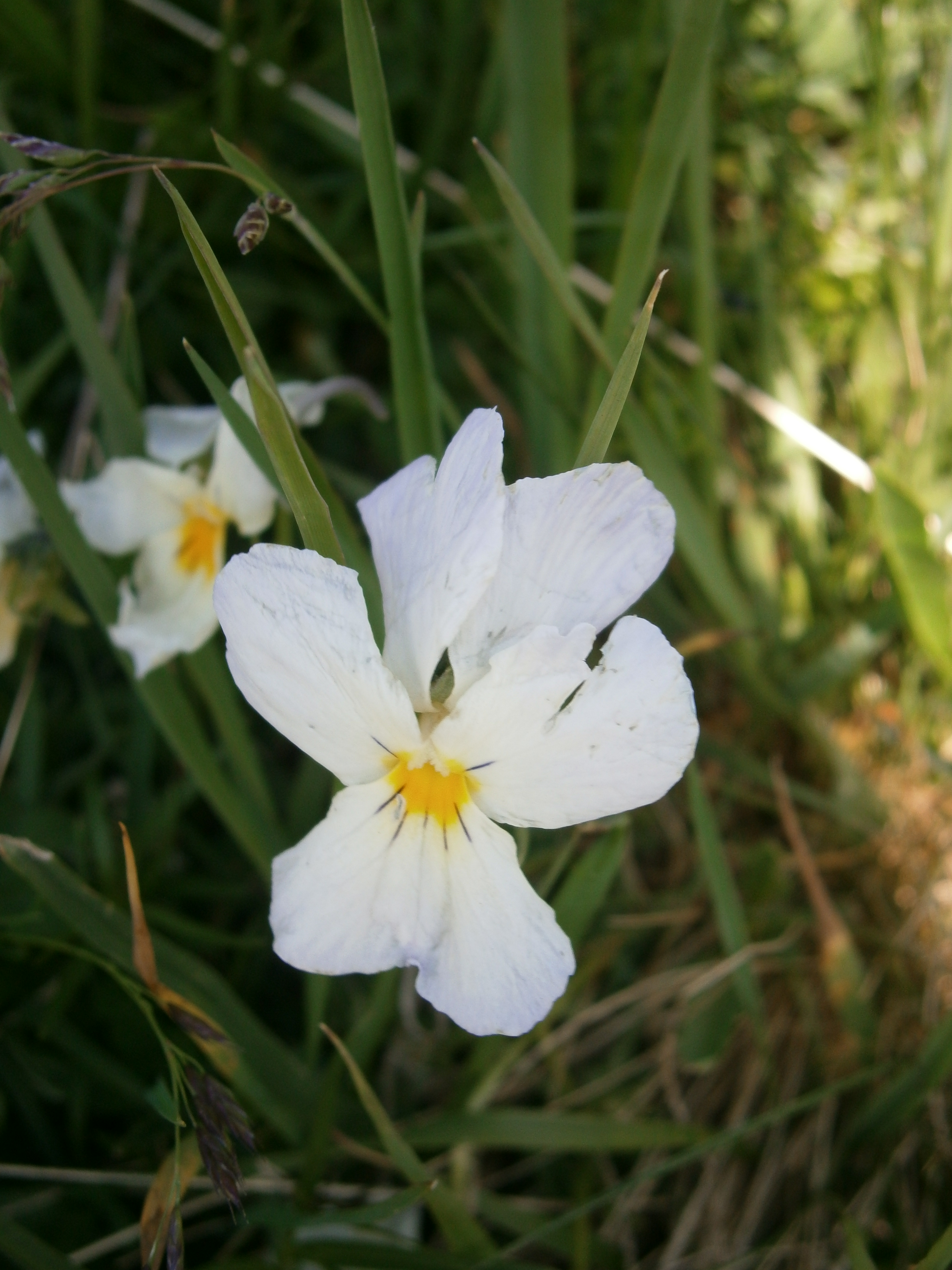
Pensée des Alpes blanche.
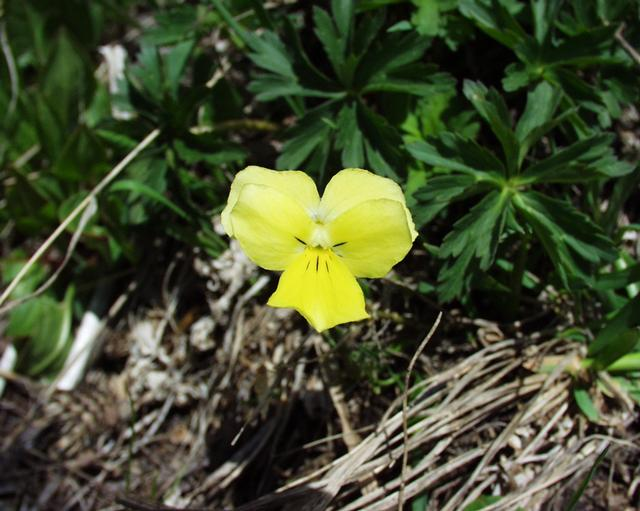
Pensée des Alpes jaune.
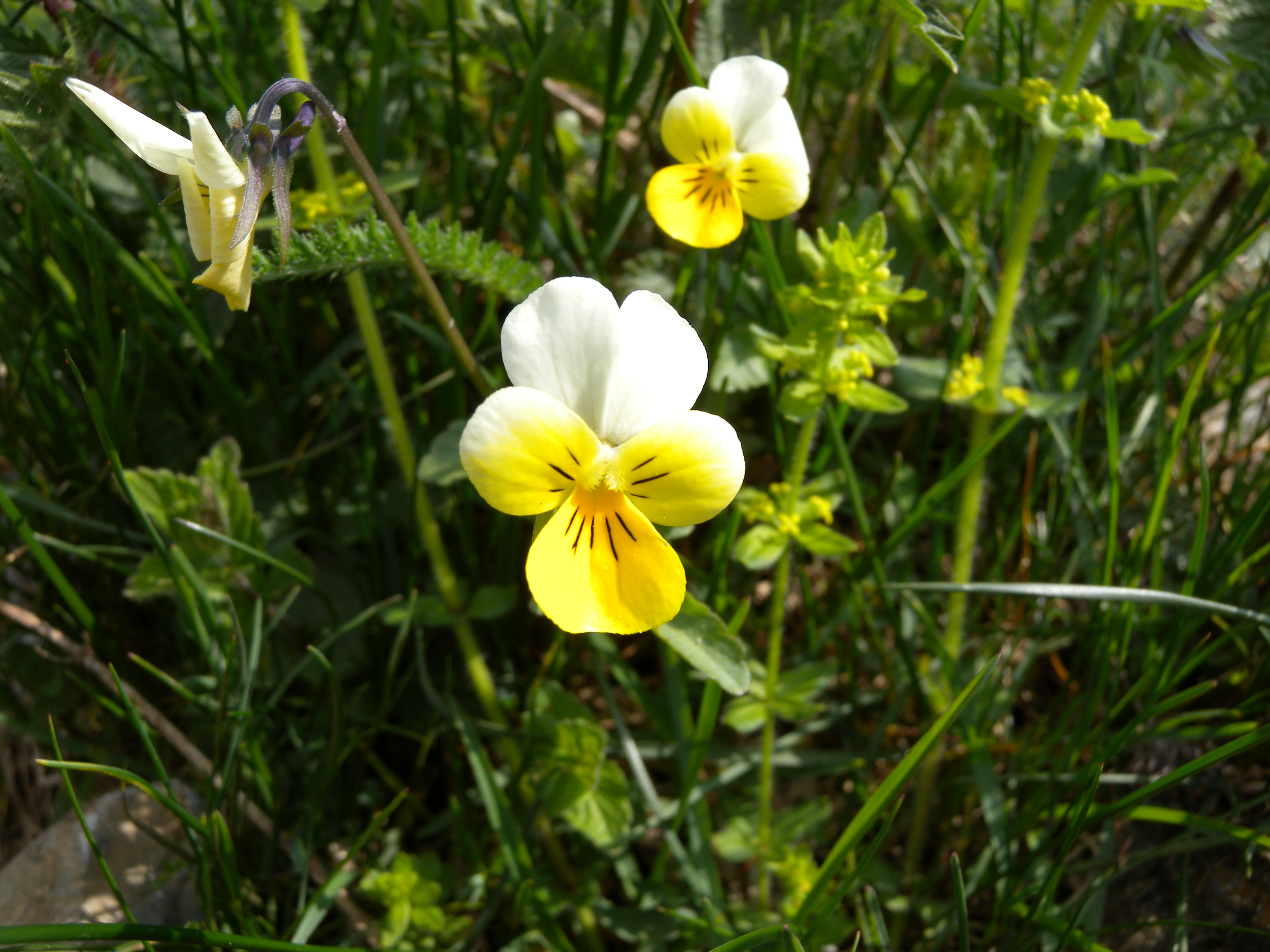
Pensée des Alpes jaune et blanche.
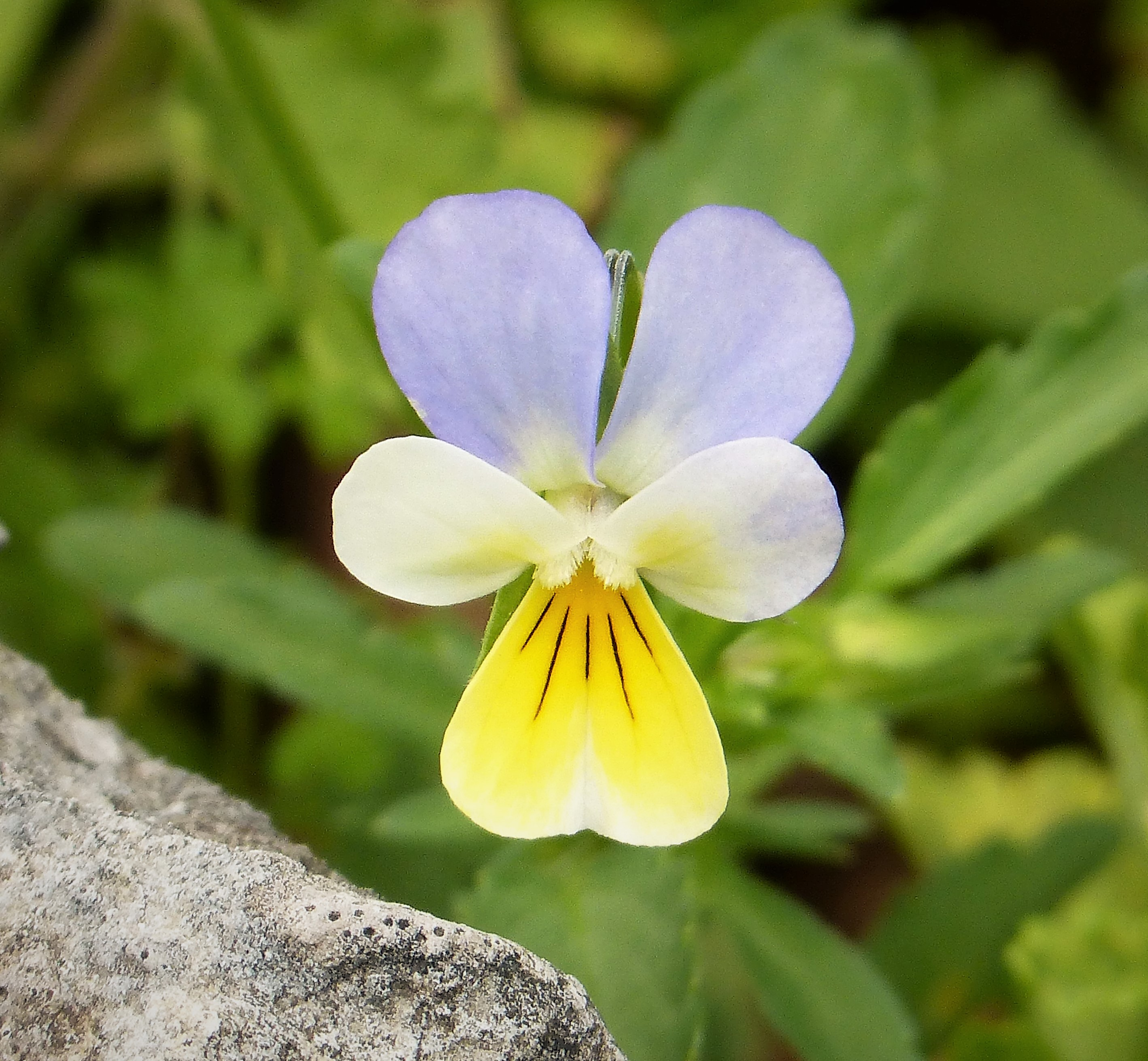
Pensée des Alpes tricolore.